# Ferdinand Dölz
Ferdinand Dölz (* 4. März 1997) ist ein deutscher Schauspieler. Bekannt ist er für die Rolle des Bruno Schneider in der Kinderserie Schloss Einstein.

## Leben
Am 5. Januar 2008 gab Dölz in der TV-Serie Schloss Einstein auf KiKA sein TV-Seriendebüt in der Hauptrolle des Bruno Schneider.

## Filmografie
- 2008–2012: Schloss Einstein (Rolle: Bruno Schneider)